# Identificação projetiva
Identificação projetiva  em psicologia, é considerada um mecanismo de defesa onde a pessoa que é alvo da projeção começa a se comportar, pensar e sentir de acordo com o aquilo que foi projetado nela. Otermo foi introduzido por Melanie Klein para descrever o processo pelo qual, em uma relação íntima, como entre a mãe e o filho, casais, ou entre terapeuta e paciente, as partes do eu podem, em inconsciente  fantasia ser pensadas como forçadas para a outra pessoa.
Embora baseado no conceito de Freud de projeção, a identificação projetiva representa um passo além. Nas palavras de Ronald Laing, "A pessoa não usa o Outro apenas como um gancho para pendurar projeções. O sujeito se esforça para encontrar no outro, ou induzir o outro a se tornar, a própria personificação da projeção". Sentimentos que não podem ser acessados conscientemente são projetados em outra pessoa para evocar os pensamentos ou sentimentos projetados.
Projective identification may be used as a type of defense, a means of communicating, a primitive form of relationship, or a route to psychological change;  used for ridding the self of unwanted parts or for controlling the other's body and mind.
Dorpat (1994) descreve gaslighting como exemplo de identificação projetiva.

## Origem
O termo é usado pela primeira vez em uma nota de rodapé numa comunicação de 1946, apresentada à British Psychoanalytical Society (BPS) sob o título de "Notas sobre alguns mecanismos esquizoides", ela vinculou esse mecanismo ao sadismo infantil: a criança não quer simplesmente destruir a mãe, porém apossar-se dela. "Isso leva a uma forma de identificação que estabelece o protótipo de uma relação de objeto agressiva. Proponho para esses processos o nome de 'identificação projetiva'."
O conceito de identificação projetiva surgiu a partir de tratamentos psicanalíticos que ela e alguns colegas estavam conduzindo com pacientes esquizoides e esquizofrênicos seriamente perturbados (Scott, 1946; Rosenfeld, 1950; Segal, 1950). Klein descreveu estados de imprecisão, falta de clareza, apatia e futilidade como resultado da separação da mente e de partes dela aniquiladas. Distinguiu a divisão do ego do modo como a repressão pode remover uma palavra ou memória da consciência, tipicamente nas parapraxias. Com frequência, ela observou que algo de que o paciente perdeu ainda é sentido pelo paciente, mas que era atribuído a algum objeto externo, talvez ao analista. Nesse sentido, um pedaço da identidade pessoal do sujeito era projetado em outra pessoa. Ela ligou essa aniquilação auto-dirigida de partes da mente ao instinto de morte, e a considerou como evidência clínica do instinto de morte, por exemplo, na experiência esquizoide comum de sentir que partes da mente estão faltando. A forma associada de projeção interfere muito especificamente no sentido do eu e da identidade.

## Experiência
Embora seja um conceito difícil para a mente consciente chegar a um acordo, desde que sua natureza primitiva faz sua operação ou interpretação parecer mais mágica ou arte do que ciência, a identificação projetiva, no entanto, é uma ferramenta poderosa de comunicação interpessoal.
O receptor da projeção pode sofrer uma perda tanto da identidade quanto do insight, pois eles são apanhados e manipulados pela fantasia da outra pessoa. Um terapeuta, por exemplo, descreveu: "senti a extrusão progressiva de sua mãe interiorizada em mim, não como um construto teórico, mas na experiência real."
A identificação projetiva difere da projeção simples na medida em que a identificação projetiva pode se tornar uma profecia autorrealizável, pela qual uma pessoa, acreditando em algo falso sobre outra, influencia ou coage aquela outra pessoa a realizar essa projeção precisa. Em casos extremos, o receptor pode perder qualquer senso de seu eu real e se tornar reduzido ao portador passivo de projeções externas, como se possuído por eles.
A esperança pode ser projetada por um cliente em seu terapeuta, a agressão deixando a personalidade do projetor diminuída e reduzida, alternativamente, o desejo, deixando o projetor se sentindo assexuado. as partes boas/ideais da personalidade podem ser projetadas, levando à dependência do objeto de identificação; igualmente os ciúmes ou inveja, talvez pelo terapeuta, no cliente.
No narcisismo, projeções extremamente poderosas podem ocorrer e obliterar a distinção entre o eu e o outro. Em personalidades menos perturbadas, a identificação projetiva não é apenas uma maneira de se livrar dos sentimentos, mas também de obter ajuda com eles.
Em uma pessoa emocionalmente equilibrada, a identificação projetiva pode atuar como uma ponte para empatia e  compreensão intuitiva.

## Tipos
Vários tipos de identificação projetiva foram distinguidos ao longo dos anos:
- Identificação projetiva aquisitiva[28] - onde alguém assume os atributos de outra pessoa. Diferentemente da identificação projetiva atributiva, onde alguém é induzido a se tornar a própria projeção.[29]
- Contra-identificação projetiva - onde o terapeuta inconscientemente assume os sentimentos e o papel do paciente até o ponto em que ele age dentro da terapia dentro desse papel assumido que foi projetado nele, um passo além do terapeuta simplesmente recebendo as projeções do paciente sem agir sobre elas.[30]
- Identificação projetiva dupla - um conceito introduzido por Joan Lachkar. Ocorre principalmente quando ambos os parceiros em um relacionamento se projetam simultaneamente. Ambos negam as projeções, ambos se identificam com essas projeções.[31]

Uma divisão também foi feita entre identificação projetiva normal e identificação projetiva patológica, onde o que é projetado é fragmentado em pedaços minúsculos antes que a projeção ocorra.

## Em psicoterapia
Assim como na transferência e contratransferência, a identificação projetiva pode ser uma chave em potencial para o entendimento terapêutico, especialmente quando o terapeuta é capaz de tolerar e conter os aspectos negativos indesejados do próprio paciente ao longo do tempo.
A análise transacional enfatiza a necessidade de o adulto do terapeuta permanecer incontaminado, se a experiência da identificação projetiva do cliente tiver que ser compreendida de maneira útil.
Os problemas de relacionamento têm sido ligados à forma como pode haver uma divisão do trabalho emocional em um casal, por meio da identificação projetiva, com um parceiro carregando aspectos projetados do outro para ambos. Assim, um parceiro pode levar toda a agressão ou toda a competência no relacionamento, o outro toda a vulnerabilidade. Jungianos descrever a dinâmica resultante como caracterizando um chamado "casal ferido" - identificação projetiva assegurando que cada um carrega as partes mais ideais ou mais primitivas de suas contrapartes. Inicialmente, os dois parceiros podem ter sido escolhidos para essa disposição de carregar partes do eu de cada um; mas os conflitos/divisão internos projetados então são replicados na própria parceria, a resistência consciente a tal identificação projetiva pode produzir por um lado  culpa por se recusar a exercer a projeção, e do outro a raiva devido a contrariedade da projeção.